# Clasach Cove

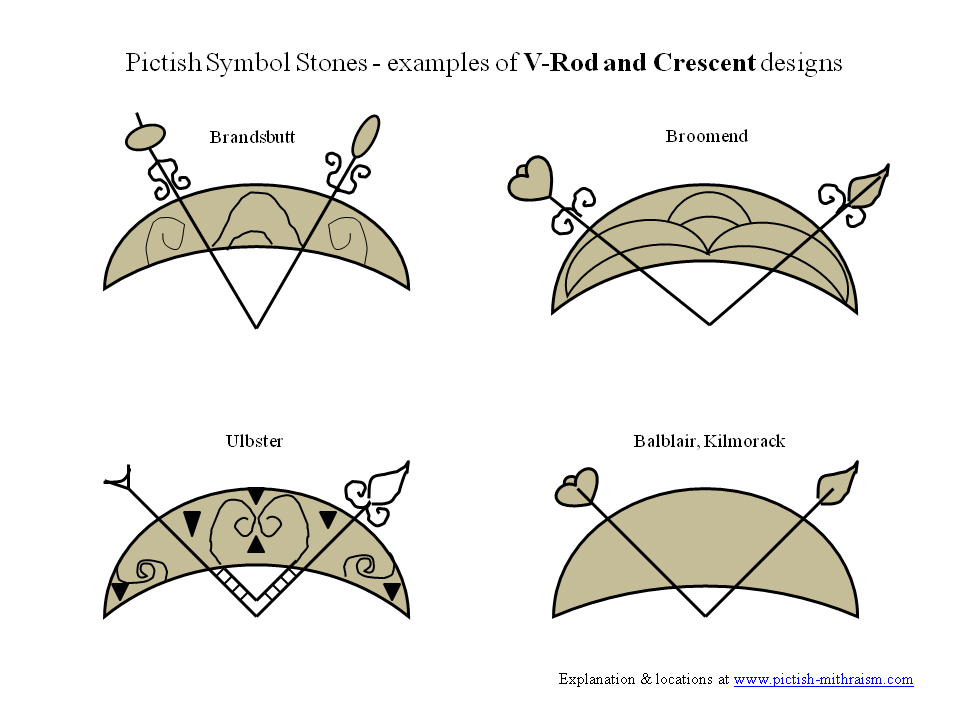
Halbmond und V-Stab

Clasach Cove (auch Clashach) ist eine meernahe Höhle östlich von Hopeman in Moray in Schottland, mit einer kleinen Gravierung der Class I auf der Ostwand der Höhle.

## Höhle

### Piktische Symbole
Clashach Cove ist eine große Höhle, aber es ist der kleine Tunnel im Westen, der die Symbole an seiner Ostwand beherbergt. Es handelt sich um eine relativ kleine Darstellung eines Halbmondes und eines V-Stabes. Verglichen mit den Darstellungen in der nahe gelegenen Sculptor’s Cave (deutsch „Höhle des Bildhauers“) bei Elgin ist diese Gravur eher unbedeutend.

### Geologie
Der Sandstein, in dem die Höhle liegt, ist ein ausgezeichneter Aufschluss. Strukturgeologen nutzen den Standort, um mit den Ingenieuren darüber zu diskutieren, wie ein konventionelles Kohlendioxidreservoir aussehen kann. Dazu muss die Durchlässigkeit des Sandsteins genau untersucht werden.